# Fatty's Tintype Tangle
Fatty's Tintype Tangle è un cortometraggio muto statunitense del 1915 diretto e interpretato da Fatty Arbuckle.